# Bob Kerrey
Bob Kerrey (Lincoln, 1943. augusztus 27. –) az Amerikai Egyesült Államok szenátora (Nebraska, 1989–2001).